# Kulla-Gulla (TV-serie)
Kulla-Gulla är en svensk TV-serie från 1986–1987 i regi av Gustav Wiklund. Serien bygger på Martha Sandwall-Bergströms romanserie Kulla-Gulla.
Första säsongen består av 13 avsnitt, varav avsnitt 1 och 2 sändes vid samma tillfälle, likadant med avsnitt 12 och 13. Den hade premiär den 29 mars 1986. Andra säsongen består av sex avsnitt som hade premiär den 5 september 1987 och handlingen tar vid där den första säsongen slutade. Båda säsongerna har även varit publicerade i SVT:s Öppet arkiv.

## Handling
Gulla är en föräldralös flicka som kommer som hjälpehjon till Kullatorpet i början av 1900-talet, därav får hon smeknamnet Kulla-Gulla. När modern på torpet dör får Gulla ta hand om hemmet och tjäna dagsverken på Häje herrgård. Patronen på Häje ser likheter mellan Gulla och hans egen dotter som är försvunnen.

## Rollista
- Jarl Borssén – Dal-Pelle
- Gudrun Brost – Gammelmor
- Lisa Jarenskog – Kulla-Gulla
- Pontus Jarenskog – Lada
- Carl-Christian Malm – Ville
- Jan Malmsjö – Patron Sylvester
- Agneta Prytz – Piga på herrgården
- Lickå Sjöman - Piga på herrgården
- Margreth Weivers – Mamsell Modig
- Monica Zetterlund – Ida Matsson
- Håkan Ernesto Söderberg – Nils Järnberg
- Martin Valind – Johannis
- Pierre Lindstedt – stalldräng Frans
- Astrid Gyllenkrok – Lillungen
- Lisa Valind – Vera
- Bernt Lundquist – Karlberg
- Gustaf Wiklund – Perman
- Eva Edwall – Regina

## Utgivning
Kulla-Gulla gavs även ut på VHS och DVD.